# Wahlkreis Tempelhof-Schöneberg 5
Der Wahlkreis Tempelhof-Schöneberg 5 ist ein Abgeordnetenhauswahlkreis in Berlin. Er gehört zum Wahlkreisverband Tempelhof-Schöneberg und umfasst Gebiete der Ortsteile Tempelhof und Mariendorf beiderseits des Teltowkanals.

## Abgeordnetenhauswahl 2023
Bei der Wahl zum Abgeordnetenhaus von Berlin 2023 traten folgende Kandidaten an:
| Direktkandidat                    | Partei           | Anteil der Erststimmen | Anteil der Zweitstimmen |
| --------------------------------- | ---------------- | ---------------------- | ----------------------- |
| Roman Simon                       | CDU              | 40,3 %                 | 38,5 %                  |
| Lars Rauchfuß                     | SPD              | 22,3 %                 | 20,3 %                  |
| Dennis Matešković                 | Grüne            | 12,5 %                 | 12,1 %                  |
| Antonin Brousek                   | AfD              | 08,7 %                 | 08,7 %                  |
| Martin Rutsch                     | Die Linke        | 06,3 %                 | 06,4 %                  |
| Holger Krestel                    | FDP              | 04,1 %                 | 04,9 %                  |
| Johannes Zonker                   | Tierschutzpartei | 03,4 %                 | 02,6 %                  |
| Richard Lucchesi                  | Die PARTEI       | 01,6 %                 | 01,1 %                  |
| Jochen Rölle                      | dieBasis         | 00,7 %                 | 00,5 %                  |
| Kirsten Jäkel                     | ÖDP              | 00,3 %                 | 00,1 %                  |
| –                                 | Sonstige         | –                      | 04,8 %                  |
| Wahlberechtigte: 32.535 Einwohner |                  |                        |                         |
| Wahlbeteiligung: 59,9 %           |                  |                        |                         |

## Abgeordnetenhauswahl 2021
Bei der im Nachhinein für ungültig erklärten Wahl zum Abgeordnetenhaus von Berlin 2021 traten folgende Kandidaten an:
| Direktkandidat                    | Partei           | Anteil der Erststimmen | Anteil der Zweitstimmen |
| --------------------------------- | ---------------- | ---------------------- | ----------------------- |
| Lars Rauchfuß                     | SPD              | 28,0 %                 | 25,6 %                  |
| Roman Simon                       | CDU              | 26,3 %                 | 24,5 %                  |
| Dennis Matešković                 | Grüne            | 14,1 %                 | 13,3 %                  |
| Antonin Brousek                   | AfD              | 08,0 %                 | 07,9 %                  |
| Holger Krestel                    | FDP              | 07,6 %                 | 07,7 %                  |
| Martin Rutsch                     | Die Linke        | 06,9 %                 | 07,2 %                  |
| Johannes Zonker                   | Tierschutzpartei | 04,5 %                 | 02,6 %                  |
| Richard Lucchesi                  | Die PARTEI       | 02,2 %                 | 01,6 %                  |
| Jochen Rölle                      | dieBasis         | 01,8 %                 | 01,3 %                  |
| Kirsten Jäkel                     | ÖDP              | 00,5 %                 | 00,2 %                  |
| –                                 | Team Todenhöfer  | –                      | 02,1 %                  |
| –                                 | Sonstige         | –                      | 06,0 %                  |
| Wahlberechtigte: 32.843 Einwohner |                  |                        |                         |
| Wahlbeteiligung: 71,5 %           |                  |                        |                         |

## Abgeordnetenhauswahl 2016
Bei der Wahl zum Abgeordnetenhaus von Berlin 2016 traten folgende Kandidaten an:
| Direktkandidat                    | Partei           | Anteil der Erststimmen | Anteil der Zweitstimmen |
| --------------------------------- | ---------------- | ---------------------- | ----------------------- |
| Frank Zimmermann                  | SPD              | 27,8 %                 | 25,7 %                  |
| Roman Simon                       | CDU              | 26,1 %                 | 23,8 %                  |
| Frank-Christian Hansel            | AfD              | 15,8 %                 | 15,4 %                  |
| Aferdita Suka                     | Grüne            | 12,0 %                 | 10,8 %                  |
| Martin Rutsch                     | Die Linke        | 07,6 %                 | 07,5 %                  |
| Tobias Bauschke                   | FDP              | 07,3 %                 | 07,9 %                  |
| Petra Stoll                       | Piraten          | 02,3 %                 | 01,5 %                  |
| ?                                 | pro Deutschland  | 00,9 %                 | 00,4 %                  |
| ?                                 | BüSö             | 00,3 %                 | 00,1 %                  |
| –                                 | Tierschutzpartei | 0–                     | 02,4 %                  |
| –                                 | Graue Panther    | 0–                     | 01,6 %                  |
| –                                 | Die PARTEI       | 0–                     | 01,4 %                  |
| –                                 | Sonstige         | 0–                     | 01,5 %                  |
| Wahlberechtigte: 33.988 Einwohner |                  |                        |                         |
| Wahlbeteiligung: 63,3 %           |                  |                        |                         |

## Abgeordnetenhauswahl 2011
Bei der Wahl zum Abgeordnetenhaus von Berlin 2011 traten folgende Kandidaten an:
| Name                              | Partei           | Anteil der Erststimmen | Anteil der Zweitstimmen |
| --------------------------------- | ---------------- | ---------------------- | ----------------------- |
| Frank Zimmermann                  | SPD              | 33,8 %                 | 28,3 %                  |
| Dietrich Rudorff                  | CDU              | 32,7 %                 | 29,6 %                  |
| Claudia Maiwald                   | Grüne            | 20,9 %                 | 17,7 %                  |
| ?                                 | pro Deutschland  | 05,3 %                 | 01,6 %                  |
| Kai Drether                       | Die Linke        | 05,2 %                 | 04,1 %                  |
| Rainer Bleckmann                  | FDP              | 02,1 %                 | 02,0 %                  |
| –                                 | Piraten          | –                      | 08,4 %                  |
| –                                 | Tierschutzpartei | –                      | 02,5 %                  |
| –                                 | NPD              | –                      | 02,3 %                  |
| –                                 | BIG              | –                      | 01,0 %                  |
| –                                 | Sonstige         | –                      | 02,5 %                  |
| Wahlberechtigte: 30.046 Einwohner |                  |                        |                         |
| Wahlbeteiligung: 60,1 %           |                  |                        |                         |

## Abgeordnetenhauswahl 2006
Bei der Wahl zum Abgeordnetenhaus von Berlin 2006 traten folgende Kandidaten an:
| Direktkandidat                    | Partei    | Anteil der Erststimmen | Anteil der Zweitstimmen |
| --------------------------------- | --------- | ---------------------- | ----------------------- |
| Frank Zimmermann                  | SPD       | 36,8 %                 | 32,4 %                  |
| Florian Graf                      | CDU       | 33,1 %                 | 28,6 %                  |
| Ralf Kühne                        | Grüne     | 11,2 %                 | 11,2 %                  |
| Axel Haas                         | FDP       | 09,4 %                 | 09,4 %                  |
| Carsten Schatz                    | Die Linke | 03,7 %                 | 03,8 %                  |
| Sonstige                          | Sonstige  | 05,7 %                 | 14,6 %                  |
| Wahlberechtigte: 29.490 Einwohner |           |                        |                         |
| Wahlbeteiligung: 59,3 %           |           |                        |                         |

## Frühere Wahlkreissieger
Direkt gewählte Abgeordnete des Wahlkreises Tempelhof-Schöneberg 5 waren bis heute:
| Jahr | Name                 | Partei | Anteil der Erststimmen |
| ---- | -------------------- | ------ | ---------------------- |
| 2023 | Roman Simon          | CDU    | 40,3 %                 |
| 2021 | Lars Rauchfuß        | SPD    | 28,0 %                 |
| 2016 | Frank Zimmermann     | SPD    | 27,8 %                 |
| 2011 | Frank Zimmermann     | SPD    | 33,8 %                 |
| 2006 | Frank Zimmermann     | SPD    | 36,8 %                 |
| 2001 | Uwe Schmidt          | CDU    | 41,2 %                 |
| 1999 | Uwe Schmidt          | CDU    | 59,2 %                 |
| 1995 | Herwig Haase         | CDU    | 51,2 %                 |
| 1990 | Klaus-Ulrich Reipert | CDU    | ??                     |

Anmerkung: Die Wahlkreise werden für jede Abgeordnetenhauswahl neu eingeteilt. Der Vorgängerwahlkreis mit ähnlicher Abgrenzung war bei den Wahlen von 1990, 1995 und 1999 der Wahlkreis Tempelhof 2.